# José Mayo Fernández
José Mayo Fernández (Cebrones del Río; León, 3 de agosto de 1884- Junín; Buenos Aires, 13 de mayo de 1949) fue un poeta español.

## Biografía
Nació en Cebrones del Río, localidad en la que creció dedicado a las labores del campo hasta los 20 años, edad con la que emigró a América. Estuvo en Camagüey (Cuba) trabajando tanto en el campo como camarero y más tarde fue a Nueva York trabajando como obrero. A los 2 años volvió de nuevo a su localidad natal para cursar estudios en magisterio en León. Una vez terminados sus estudios, emigró de nuevo a Junín (Argentina), localidad en la que fundó y dirigió un colegio hasta su muerte.
Entre sus títulos está el de Vicecónsul del Gobierno de España, presidente de la Asociación de Ayuda a España Libre y Democrática de Junín y  Delegado de Honor por la Asociación Nacional de Damas Patricias Descendientes de Guerreros y Próceres de la Independencia Argentina.

## Obra
A veces su seudónimo era Ariol del Afán. Entre sus obras se encuentran:
- Miel y acíbar
- Rocío de la mañana
- Hojas que se agitan
- Recuerdos que perduran
- Crepúsculo
- Jorobando a pulso
- Ecos de ayer
- Brisas y Vientos